# Jarogniew Broniarz
Jarogniew Broniarz (ur. 25 września 1913 w Poznaniu, zm. 5 listopada 1999 tamże) – polski naukowiec, nauczyciel akademicki, inżynier chemik, a także organizator i pierwszy dziekan Wydziału Chemicznego Politechniki Poznańskiej. W czasie II wojny światowej członek Wojskowej Organizacji Ziem Zachodnich, więzień obozu koncentracyjnego Mauthausen-Gusen.

## Życiorys
Ukończył Gimnazjum św. Marii Magdaleny w Poznaniu, a następnie studia chemiczne na Uniwersytecie Poznańskim. Przed wojną pracował jako laborant w urzędzie celnym w Gdyni oraz w fabryce chemicznej J. Krajewskiego w Poznaniu.
W 1940 roku wstąpił do Wielkopolskiej Organizacji Wojskowej, która następnie weszła w skład Wojskowej Organizacji Ziem Zachodnich. Przyjął pseudonim Wilk. Jeszcze w tym samym roku został aresztowany. Przetrzymywano go na terenie poznańskiego Fortu VII oraz we Wronkach i Berlinie. Za zgodą niemieckich władz okupacyjnych zawarł w więzieniu związek małżeński z Cecylią de domo Hoffman. W grudniu 1942 roku trafił do obozu koncentracyjnego Mauthausen-Gusen, gdzie przebywał do końca wojny.

Po powrocie do Poznania w 1945 roku zaczął pracę jako naczelny inżynier Poznańskich Zakładów Przemysłu Tłuszczowego. W latach 1947–1951 był ponadto pracownikiem naukowo-dydaktycznym Uniwersytetu Poznańskiego, a w roku 1964 związał się z Katedrą Chemii Ogólnej Politechniki Poznańskiej, gdzie stał się orędownikiem utworzenia nowego Wydziału Chemii. 

Byłem fanatykiem: najpierw fanatykiem przemysłu, potem fanatykiem Wydziału.

Został pierwszym dziekanem nowo utworzonego wydziału, swoją funkcję pełnił przez dziewięć lat. W 1976 roku otrzymał tytuł profesora. Przeszedł na emeryturę w roku 1983. Wcześniej kierował m.in. Instytutem Technologii i Inżynierii Chemicznej, a także Zakładem Technologii Lekkiej Syntezy Organicznej.
Był synem Stanisława Broniarza, również żołnierza podziemia niepodległościowego i więźnia obozów koncentracyjnych. Jego córka, Lubomira Broniarz-Press, jest profesorem i kierownikiem jednego z zakładów na założonym przez ojca wydziale.

## Praca naukowa
Jarogniew Broniarz był promotorem ośmiu prac doktorskich, m.in. pierwszej pracy doktorskiej obronionej na Wydziale Chemii Politechniki Poznańskiej, napisanej przez Jana Szymanowskiego. Jego własna rozprawa habilitacyjna nosiła tytuł: Otrzymywanie i własności użytkowe jedno- i dwuestrów sacharozy i syntetycznych kwasów tłuszczowych. W swojej pracy naukowej zajmował się ponadto zastosowaniem rodków powierzchniowo czynnych w produkcji opon, a także procesem rozszczepiania tłuszczów. Był autorem 70 prac naukowych. Należał do Stowarzyszenia Inżynierów i Techników Przemysłu Chemicznego, Poznańskiego Towarzystwa Przyjaciół Nauk, Polskiego Towarzystwa Chemicznego. Był również członkiem Komisji Nauk Chemicznych Oddziału PAN w Poznaniu.

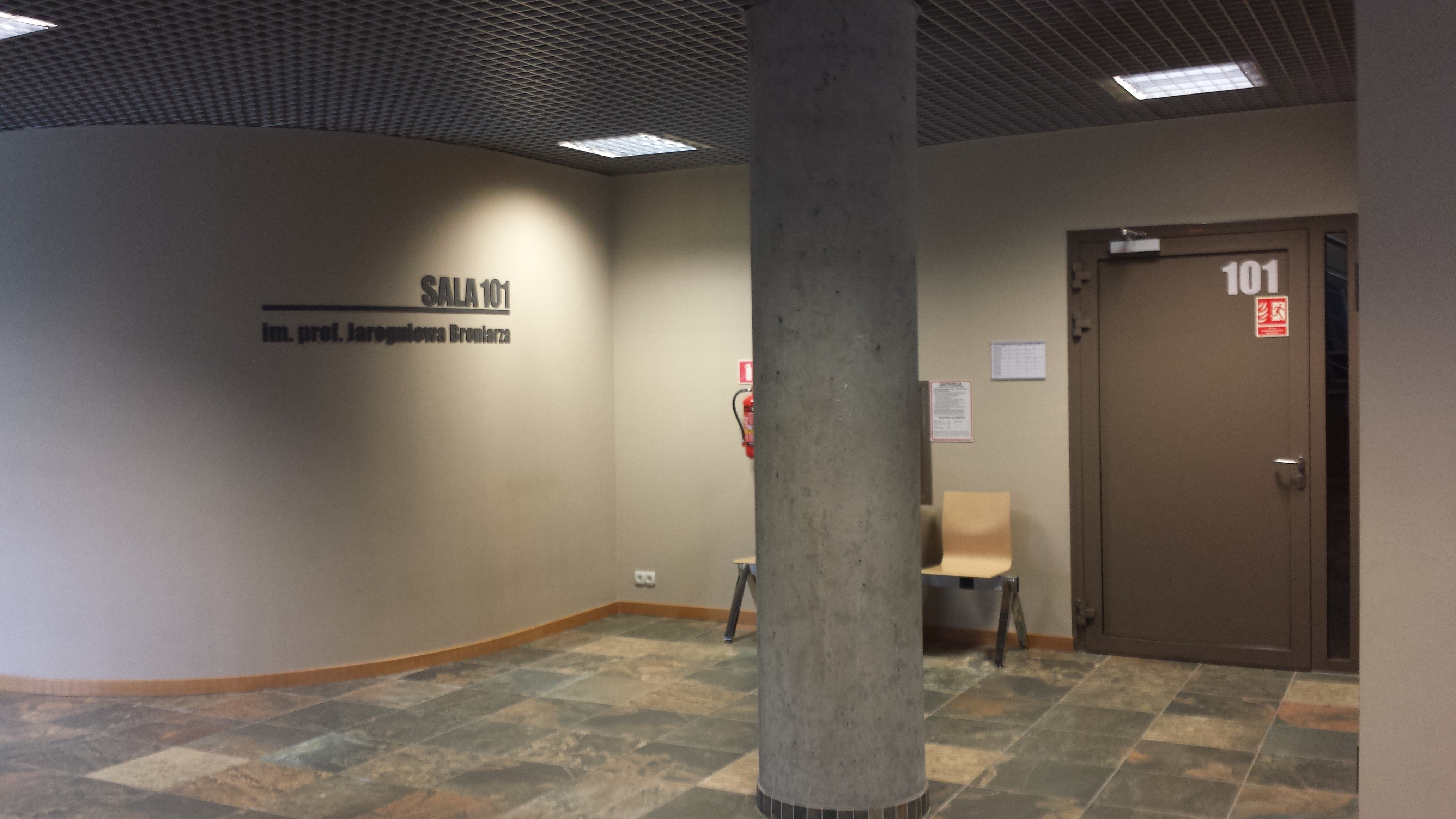
Sala im. prof. Jarogniewa Broniarza

## Upamiętnienie
Jego imieniem nazwano jedną z dwóch sal wykładowych w Centrum Dydaktycznym Wydziału Technologii Chemicznej Politechniki Poznańskiej.